# مارییا لیکو
مارییا لیکو (لتونیایی: Marija Leiko؛ ‏۱۴ اوت ۱۸۸۷ – ۳ فوریه ۱۹۳۸) بازیگر تئاتر، و بازیگر سینما اهل لتونی بود.

## گزیده فیلمشناسی
از فیلم‌ها یا برنامه‌های تلویزیونی که وی در آن نقش داشته‌است می‌توان به شیطان، موش‌ها اشاره کرد.